# トランジート・アマグアーニャ

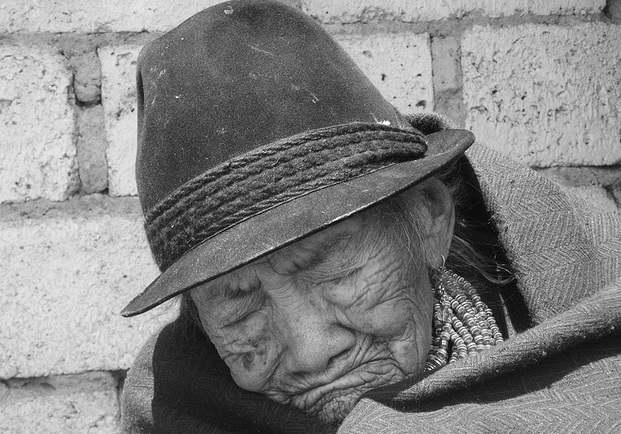
Tránsito Amaguaña

トランジート・アマグアーニャ（Tránsito Amaguaña、1909年9月10日 – 2009年5月10日）は、エクアドルの先住民運動家。マナビ県ピチンチャ生まれ。
1926年からドローレス・カクアンゴらとともにエクアドル初の先住民団体エクアドル・インディオ連盟（Federación Ecuatoriana de Indios、FEI)を結成した。2003年にはエクアドルで最も権威ある賞と言われる、エウヘニオ・エスペホ賞の文化振興部門賞が送られている。